# Saint-Remy-sous-Broyes
Saint-Remy-sous-Broyes – miejscowość i gmina we Francji, w regionie Grand Est, w departamencie Marna.
Według danych na rok 1990 gminę zamieszkiwało 101 osób, a gęstość zaludnienia wynosiła 13 osób/km².